# 청성초등학교 묘금분교
청성초등학교 묘금분교는 충청북도 옥천군 청성면 묘금3길 11 (묘금리)에 있었던 초등학교이다.

## 연혁
- 1933년 4월 1일 성남강습소 설립
- 1934년 4월 30일 청성공립보통학교 부설 묘금간이학교 설립인가
- 1944년 4월 23일 묘금공립국민학교 개교(설립인가 3월 9일)
- 1970년 4월 17일 경부고속도로 개통으로 현 위치로 교사 이전
- 1995년 3월 1일 청성국민학교 묘금분교장으로 편입
- 1996년 3월 1일 청성초등학교 묘금분교로 개칭
- 2000년 3월 1일 폐교, 본교로 통합